# 鈴井りま
鈴井 りま（すずい りま、1991年12月13日 - ）は、日本のタレント。大阪府出身、ビー・セブン所属。かつてよしもとクリエイティブ・エージェンシー大阪に所属していた。
本名及び旧芸名は「村山 真梨」（むらやま まり）

## 人物
- 関西大学社会学部マス・コミュニケーション専攻を卒業[1]。
- 大阪NSC女性タレントコース6期生、同期に元つぼみメンバーの北山麻依加（現まいか）らがいる。
- 吉本発ガールズユニット（当時）つぼみの元メンバー、ユニット内の旧チーム体制ではチームCoolに所属していた。
- 愛称はすずどん、本名時代はむらまりであった。
- つぼみを卒業してから2014年3月28日まで、主に道頓堀ZAZAで行われている「せかんどらいん」や「ジャムコント」のMC・出演者として活躍、同時に自ら劇場の外で出演者と共に劇場前で呼び込みをしていた。
- 2013年11月10日に更新された自身のブログにて、2014年3月の大学卒業をもって東京に上京すると発表し同年3月29日付けで上京、同時に本格的に声優を目指す為吉本を退社した。
- 東京上京前後より不定期でツイキャスを行う様になったが、2014年11月以降ブログやSNS等の更新が本人の事情により更新できない状況であった、2015年4月1日より再開している。
- 2015年8月26日にて、高橋名人、渡部陽一らが所属するBe.Brave Groupに所属し、芸名も本名から「鈴井りま」に改名した。
- 2017年よりパズドラ生放送の女性MCとして活動している。

## 出演番組

### ラジオ
- 渡部陽一 明日へ喝!（ニッポン放送）※イエローハット presents ちょっとした交通安全 アシスタント - 2020年4月5日 -
- すこぶる元気（OBC）

### テレビ
- 笑いを取ってご祝儀獲得!5UPよしもと 爆笑サバイバル（読売テレビ、2011年2月19日）
- 真夜中パンチィ（毎日放送、2011年4月29日 -5月26日 ）　木曜日コーナーレギュラー
- やかせて!ソーセージ（毎日放送、2011年9月2日）　番組専属アゲカテキョとして同じくつぼみメンバーだった今井希世と共にVTR出演
- 女の子宣言!アゲぽよTV（毎日放送、2013年4月17日、 2014年2月5日）事実上吉本所属としては最後の仕事となった

### インターネット動画配信
- つぼみのニコニコランド（ニコニコ動画）：水曜

### 舞台
- 「つぼみの開花宣言!!vol.8 〜つぼみと一緒にお花見しませんか♪〜」(2011年4月16日、京橋花月)

### イベント
- 東京オートサロン2018「glasspit」（2018年1月12日 - 14日、幕張メッセ）[注 1]